# Pavetta constipulata
Pavetta constipulata är en måreväxtart som beskrevs av Cornelis Eliza Bertus Bremekamp. Pavetta constipulata ingår i släktet Pavetta och familjen måreväxter.

## Underarter
Arten delas in i följande underarter:
- P. c. constipulata
- P. c. uranoscopa